# Morti il 29 novembre
| Questa pagina contiene informazioni ricavate automaticamente dalle voci biografiche con l'ausilio del template Bio e di un bot. L'aggiornamento è periodico e automatico e ricostruisce completamente la pagina. Se manca una persona in questa lista, sei pregato di non aggiungerla, ma accertati piuttosto che la sua voce biografica contenga il template Bio e che i dati anagrafici siano correttamente compilati. Se il template Bio manca, inseriscilo tu stesso o, in alternativa, metti l'avviso {{tmp\|Bio}} che ne segnala la mancanza. Se i dati riportati sono sbagliati, correggi direttamente la voce biografica; le modifiche saranno visibili in questa lista entro pochi giorni. Per chiarimenti vedi il progetto biografie. La lista contiene solo le 533 persone che sono citate nell'enciclopedia e per le quali è stato implementato correttamente il template Bio. Pagina aggiornata al 17 ago 2025. |

## IV secolo(2)
- 303 - Illuminata di Todi, santa romana
- 304 - Saturnino di Cartagine, santo romano

## VI secolo(3)
- 521 - Giacomo di Sarug, vescovo, teologo e scrittore siro
- 524 - Ahkal Mo' Naahb I, sovrano (n. 465)
- 561 - Clotario I, sovrano franco

## IX secolo(2)
- 835 - Muhammad ibn Ali al-Taqi al-Jawad, imam arabo (n. 811)
- 874 - Hathumoda, badessa tedesca (n. 840)

## X secolo(1)
- 917 - Radbodo, vescovo franco

## XI secolo(4)
- 1031 - Al-Qadir, califfo (n. 947)
- 1039 - Adalberone di Eppenstein, nobile tedesco
- 1064 - Al-Kunduri, funzionario persiano (n. 1024)
- 1094 - Roger de Beaumont, nobile normanno (n. 1015)

## XII secolo(1)
- 1198 - Al-'Aziz Uthman, sultano (n. 1171)

## XIII secolo(3)
- 1253 - Ottone II di Baviera, duca (n. 1206)
- 1268 - Papa Clemente IV, papa, arcivescovo cattolico e cardinale francese
- 1290 - Eleonora di Castiglia, regina (n. 1241)

## XIV secolo(8)
- 1311 - Alboino della Scala, condottiero italiano
- 1314 - Filippo IV di Francia, re francese (n. 1268)
- 1318 - Heinrich von Meißen, poeta tedesco
- 1321 - Giacomo II Cavalcabò, politico italiano
- 1330 - Ruggero Mortimer, I conte di March, nobile inglese (n. 1287)
- 1362 - Roberto Alidosi, nobile e militare italiano
- 1378 - Carlo IV di Lussemburgo, sovrano (n. 1316)
- 1393 - Leone VI d'Armenia, sovrano (n. 1342)

## XV secolo(5)
- 1425 - Alfonso V di Ribagorza, nobile
- 1444 - Ciarpellone, condottiero italiano
- 1463 - Maria d'Angiò, regina francese (n. 1404)
- 1480 - Federico I del Palatinato-Simmern, nobile tedesco (n. 1417)
- 1497 - Beatrice d'Este, nobildonna italiana (n. 1427)

## XVI secolo(8)
- 1501 - Francesco di Giorgio Martini, architetto, teorico dell'architettura e pittore italiano (n. 1439)
- 1516 - Giovanni Bellini, pittore italiano
- 1530 - Thomas Wolsey, cardinale e arcivescovo cattolico inglese
- 1554 - Francesco Castellalto, militare italiano (n. 1480)
- 1566 - Nicolaus Grohmann, architetto tedesco (n. 1500)
- 1569 - António Ferreira, poeta e drammaturgo portoghese (n. 1528)
- 1590 - Nicodemus Frischlin, umanista, filologo e drammaturgo tedesco (n. 1547)
- 1594 - Alonso de Ercilla, poeta, scrittore e esploratore spagnolo (n. 1533)

## XVII secolo(27)
- 1602 - Anthony Holborne, compositore inglese
- 1604 - Ercole di Monaco, nobile monegasco (n. 1562)
- 1614 - Mogami Yoshiaki, militare giapponese (n. 1546)
- 1619 - Ippolito I Bentivoglio, nobile
- 1622 - Marzio Andreuzzi, vescovo cattolico italiano (n. 1557)
- 1626 - Ernst von Mansfeld, militare tedesco (n. 1580)
- 1628 - John Felton, militare inglese (n. 1595)
- 1630 - Teodosio II di Braganza, duca portoghese (n. 1568)
- 1632 - Federico V del Palatinato, re (n. 1596)
- 1634 - Girolamo Dandini, gesuita, teologo e diplomatico italiano (n. 1554)
- 1634 - Henry Stanhope, lord Stanhope, nobile e politico inglese (n. 1606)
- 1638 - Archibald Campbell, VII conte di Argyll, politico e generale scozzese (n. 1575)
- 1638 - Dionigi della Natività, missionario francese (n. 1600)
- 1638 - Redento della Croce, missionario portoghese (n. 1598)
- 1643 - Tobias Adami, filosofo tedesco (n. 1581)
- 1643 - William Cartwright, drammaturgo inglese (n. 1611)
- 1643 - Claudio Monteverdi, compositore italiano (n. 1567)
- 1646 - Laurentius Paulinus Gothus, arcivescovo luterano, teologo e astronomo svedese (n. 1565)
- 1652 - Francesco Angeloni, storico e umanista italiano (n. 1559)
- 1656 - Thomas Mytton, politico e generale inglese
- 1661 - Brian Walton, vescovo anglicano, teologo e orientalista britannico (n. 1600)
- 1673 - Armand de Gramont, nobiluomo francese (n. 1637)
- 1680 - Francesco Maria Febei, arcivescovo cattolico e scrittore italiano (n. 1616)
- 1682 - Ruperto del Palatinato, generale e ammiraglio tedesco (n. 1619)
- 1688 - Bohuslav Balbín, scrittore e storico ceco (n. 1621)
- 1688 - Edward Montagu, II conte di Sandwich, nobile e politico inglese (n. 1647)
- 1694 - Marcello Malpighi, medico, anatomista e fisiologo italiano (n. 1628)

## XVIII secolo(27)
- 1701 - Carlo Labia, arcivescovo cattolico italiano
- 1709 - Charles Dormer, II conte di Carnarvon, nobile britannico (n. 1632)
- 1717 - Bibiana Gonzaga, nobildonna italiana (n. 1650)
- 1733 - Jan Hoogsaat, pittore, incisore e decoratore olandese (n. 1654)
- 1735 - Donato Giuseppe Frisoni, architetto e stuccatore italiano (n. 1683)
- 1735 - Thomas Hamilton, VI conte di Haddington, nobile e politico scozzese (n. 1680)
- 1735 - Bernardo Francisco de Hoyos de Seña, presbitero e mistico spagnolo (n. 1711)
- 1737 - Maria Francesca di Oettingen-Spielberg, principessa tedesca (n. 1703)
- 1739 - Johann Georg von Künigl, politico, militare e nobile austriaco (n. 1663)
- 1742 - Francesco Antonio Fasani, religioso, presbitero e santo italiano (n. 1681)
- 1745 - Matteo Egizio, storico, bibliotecario e numismatico italiano (n. 1674)
- 1746 - Pál Forgách il vecchio, presbitero ungherese (n. 1677)
- 1749 - Ernesto Leopoldo d'Assia-Rheinfels-Rotenburg, tedesco (n. 1684)
- 1751 - Salvino Salvini, poeta e umanista italiano (n. 1667)
- 1752 - Bartolomeo Corsini, nobile, politico e diplomatico italiano (n. 1683)
- 1755 - Antonio Biglia, arcivescovo cattolico italiano (n. 1708)
- 1759 - 'Alamgir II, sovrano mongolo (n. 1699)
- 1759 - Nicolaus Bernoulli, matematico svizzero (n. 1687)
- 1759 - Filippo Ernesto di Hohenlohe-Waldenburg-Schillingsfürst, principe tedesco (n. 1663)
- 1760 - Friederike Caroline Neuber, attrice teatrale tedesca (n. 1697)
- 1765 - Anselmo Lurago, architetto italiano (n. 1701)
- 1775 - Lorenzo Somis, violinista, compositore e pittore italiano (n. 1688)
- 1776 - Zanetta Farussi, attrice teatrale italiana (n. 1707)
- 1780 - Hieronymus David Gaubius, medico e chimico tedesco (n. 1705)
- 1780 - Maria Teresa d'Austria, nobile austriaca (n. 1717)
- 1793 - Antoine Barnave, politico e oratore francese (n. 1761)
- 1794 - Sofia Federica di Meclemburgo-Schwerin, principessa tedesca (n. 1758)

## XIX secolo(61)
- 1803 - Francesco Vanni, vescovo cattolico italiano (n. 1730)
- 1806 - Oronzio De Bernardi, presbitero, teologo e scienziato italiano (n. 1735)
- 1813 - Jean Balthasar Tricklir, violoncellista e compositore francese (n. 1750)
- 1819 - Federico Ludovico di Meclemburgo-Schwerin, nobile tedesco (n. 1778)
- 1824 - Maria Maddalena dell'Incarnazione, religiosa e mistica italiana (n. 1770)
- 1825 - William Hull, generale e politico statunitense (n. 1753)
- 1826 - Luca Nicola De Luca, vescovo cattolico italiano (n. 1734)
- 1830 - Hans Moritz von Hauke, militare tedesco (n. 1775)
- 1832 - Karl Asmund Rudolphi, fisiologo, zoologo e biologo svedese (n. 1771)
- 1835 - Caterina di Württemberg, sovrana (n. 1783)
- 1839 - Guglielmina di Sagan, nobile tedesca (n. 1781)
- 1840 - Feliciano Scarpellini, abate e astronomo italiano (n. 1762)
- 1843 - Marco Santucci, compositore e teorico musicale italiano (n. 1762)
- 1844 - Robert Otway-Cave, politico britannico (n. 1796)
- 1846 - Hammamizade İsmail Dede Efendi, compositore ottomano (n. 1778)
- 1846 - Carlo Domenico Ferrari, vescovo cattolico italiano (n. 1769)
- 1847 - Jacopo Gråberg di Hemsö, geografo e diplomatico svedese (n. 1776)
- 1847 - Marcus Whitman, medico e missionario statunitense (n. 1802)
- 1851 - Gülcemal Kadin, ottomana (n. 1826)
- 1851 - Nicola Santangelo, politico italiano (n. 1785)
- 1852 - Nicolae Bălcescu, rivoluzionario rumeno (n. 1819)
- 1856 - Frederick William Beechey, ammiraglio, cartografo e esploratore inglese (n. 1796)
- 1856 - Hendrik George de Perponcher Sedlnitsky, diplomatico e generale olandese (n. 1771)
- 1856 - Gian Battista Rini, chirurgo italiano (n. 1795)
- 1857 - Marie Ommeganck, pittrice belga (n. 1784)
- 1858 - Ferrante Aporti, presbitero, pedagogista e politico italiano (n. 1791)
- 1861 - Nikolaj Aleksandrovič Dobroljubov, giornalista e critico letterario russo (n. 1836)
- 1864 - Stevan Marković, politico serbo (n. 1804)
- 1865 - Ventura de la Vega, letterato e drammaturgo argentino (n. 1807)
- 1866 - Sophie Löwe, soprano tedesco (n. 1815)
- 1866 - Cornelia Sale Mocenigo Codemo, poetessa e traduttrice italiana (n. 1792)
- 1869 - Giulia Grisi, soprano italiano (n. 1811)
- 1870 - Charles Dien, astronomo e cosmografo francese (n. 1809)
- 1871 - John Bigler, politico, diplomatico e avvocato statunitense (n. 1805)
- 1872 - Johann Christian Felix Baehr, filologo classico tedesco (n. 1798)
- 1872 - Horace Greeley, politico e giornalista statunitense (n. 1811)
- 1872 - Mary Somerville, matematica e astronoma scozzese (n. 1780)
- 1873 - Lorenzo Ghiglini, politico italiano (n. 1803)
- 1874 - Filippo Mellana, politico italiano (n. 1812)
- 1874 - Andrzej Artur Zamoyski, nobile e politico polacco (n. 1800)
- 1876 - Giacinto Gigante, pittore e incisore italiano (n. 1806)
- 1878 - Craufurd Tait Ramage, scrittore e saggista scozzese (n. 1803)
- 1881 - Giacomo Brogi, fotografo italiano (n. 1822)
- 1883 - Hiệp Hòa, imperatore vietnamita (n. 1847)
- 1884 - Franz Joseph Rudigier, vescovo cattolico austriaco (n. 1811)
- 1886 - Adolfo De Foresta, politico italiano (n. 1825)
- 1887 - Ferrante Ferri Pasolini, magistrato e politico italiano (n. 1812)
- 1892 - Gaetano Filangieri, principe di Satriano, nobile, storico dell'arte e collezionista d'arte italiano (n. 1824)
- 1893 - Paul Henri Fischer, medico, zoologo e paleontologo francese (n. 1835)
- 1894 - Zeferino González y Díaz Tuñón, cardinale e arcivescovo cattolico spagnolo (n. 1821)
- 1894 - Archie Hunter, calciatore scozzese (n. 1859)
- 1894 - Juan N. Méndez, politico messicano (n. 1820)
- 1895 - Giuseppe De Leva, storico italiano (n. 1821)
- 1895 - Uberto Dell'Orto, pittore e incisore italiano (n. 1848)
- 1895 - Eduard Taaffe, politico austriaco (n. 1833)
- 1896 - Guglielmo Acton, militare e politico italiano (n. 1825)
- 1896 - Joe Powell, calciatore inglese (n. 1870)
- 1897 - Sebastiano De Albertis, pittore italiano (n. 1828)
- 1898 - Ángel Ganivet, filosofo, scrittore e diplomatico spagnolo (n. 1865)
- 1899 - Emanuele Ruspoli, nobile, politico e ingegnere italiano (n. 1837)
- 1900 - Gustav Hartlaub, medico e zoologo tedesco (n. 1814)

## XX secolo(244)
- 1901 - Giosuè Argenti, scultore e docente italiano (n. 1819)
- 1901 - Francisco Pi y Margall, politico, storico e filosofo spagnolo (n. 1824)
- 1904 - Pasquale Penta, medico e criminologo italiano (n. 1859)
- 1904 - Adriano Salani, tipografo e editore italiano (n. 1834)
- 1907 - Enrico Delle Sedie, baritono italiano (n. 1824)
- 1909 - Amos Bernini, politico italiano (n. 1842)
- 1909 - Silvio Tanzi, compositore e critico musicale italiano (n. 1879)
- 1910 - Diego Aliprandi, politico italiano (n. 1819)
- 1910 - Étienne-Prosper Berne-Bellecour, pittore e illustratore francese (n. 1838)
- 1910 - Adolph von La Valette-St. George, anatomista e zoologo tedesco (n. 1831)
- 1910 - George Ernest Shelley, geologo e ornitologo britannico (n. 1840)
- 1914 - Sebastiano Satta, poeta, scrittore e avvocato italiano (n. 1867)
- 1915 - Luigi Capuana, scrittore, critico letterario e giornalista italiano (n. 1839)
- 1916 - John Tebbutt, astronomo australiano (n. 1834)
- 1917 - Luigi Battei, imprenditore, patriota e editore italiano (n. 1847)
- 1918 - Lucien Adam, linguista francese (n. 1833)
- 1918 - Johannes Joseph Koppes, vescovo cattolico lussemburghese (n. 1843)
- 1918 - Antonio Gastone d'Orléans-Braganza, militare e aviatore brasiliano (n. 1881)
- 1918 - Elena Raffalovich, pedagogista russa (n. 1842)
- 1918 - Raffaele de Cesare, storico, giornalista e politico italiano (n. 1845)
- 1919 - Beniamino Costantini, storico italiano (n. 1871)
- 1919 - Fritz Schaper, scultore tedesco (n. 1841)
- 1921 - Giorgio Sonnino, politico italiano (n. 1844)
- 1922 - Renzo Novatore, anarchico, poeta e filosofo italiano (n. 1890)
- 1923 - Giuseppe Pizzarelli, politico italiano (n. 1848)
- 1924 - Giacomo Puccini, compositore italiano (n. 1858)
- 1925 - Eduardo Scarpetta, attore e commediografo italiano (n. 1853)
- 1927 - Emanuel Kayser, geologo e paleontologo tedesco (n. 1845)
- 1930 - Giovan Battista Queirolo, politico e medico italiano (n. 1856)
- 1931 - Wilhelm Wassmuss, diplomatico e agente segreto tedesco (n. 1880)
- 1931 - A.P. Younger, sceneggiatore statunitense (n. 1890)
- 1932 - Frank Dixon, giocatore di lacrosse canadese (n. 1878)
- 1932 - Agide Jacchia, flautista, compositore e direttore d'orchestra italiano (n. 1875)
- 1932 - Emilio Longoni, pittore italiano (n. 1859)
- 1933 - Nicolò d'Alfonso, filosofo, pedagogista e medico italiano (n. 1853)
- 1934 - Werner Alberti, tenore, pedagogo e attore cinematografico tedesco (n. 1861)
- 1934 - Alex Bell, calciatore scozzese (n. 1881)
- 1935 - Ivar Otto Bendixson, matematico svedese (n. 1861)
- 1935 - Camilla Pasini, soprano italiano (n. 1875)
- 1936 - Gianfranco Giachetti, attore italiano (n. 1888)
- 1937 - Vincenzo Baccalà, antifascista italiano (n. 1893)
- 1937 - David Samojlovič Mar'jan, regista cinematografico sovietico (n. 1892)
- 1938 - Angelo Fortunato Formiggini, editore e scrittore italiano (n. 1878)
- 1938 - Branislaŭ Taraškievič, linguista e politico bielorusso (n. 1892)
- 1939 - Maria Cengia Sambo, botanica italiana (n. 1888)
- 1939 - Vincenzo Gianferrari, direttore d'orchestra e compositore italiano (n. 1859)
- 1939 - Philipp Scheidemann, politico tedesco (n. 1865)
- 1939 - Maria di Baden, nobildonna tedesca (n. 1865)
- 1940 - Bonaventura Bassegoda i Amigó, scrittore e architetto spagnolo (n. 1862)
- 1940 - Hans Bernhardt, pistard tedesco (n. 1909)
- 1940 - Giulio Campastro, ciclista su strada italiano (n. 1909)
- 1940 - Vasco Peloni, militare italiano (n. 1917)
- 1941 - Raffaele Caravaglios, direttore di banda italiano (n. 1864)
- 1941 - Jānis Kļaviņš, calciatore lettone (n. 1913)
- 1941 - Zoja Kosmodem'janskaja, partigiana e militare sovietica (n. 1923)
- 1941 - Vera Vološina, partigiana sovietica (n. 1919)
- 1941 - Frank Waller, ostacolista e velocista statunitense (n. 1884)
- 1942 - Rawdon Middleton, militare e aviatore australiano (n. 1916)
- 1942 - Károly Zipernowsky, ingegnere ungherese (n. 1853)
- 1943 - Sisto da Pisa, religioso italiano (n. 1867)
- 1944 - Angelo Bevilacqua, operaio e partigiano italiano (n. 1895)
- 1944 - Laura Henderson, produttrice teatrale inglese (n. 1863)
- 1944 - Gaston Hulin, politico francese (n. 1882)
- 1944 - Giuseppe Pavone, generale italiano (n. 1876)
- 1944 - Giovanni Raineri, politico italiano (n. 1858)
- 1944 - Bruno Venturini, chimico e partigiano italiano (n. 1909)
- 1945 - Emil Schön, schermidore tedesco (n. 1872)
- 1946 - Ernst von Althaus, militare e aviatore tedesco (n. 1890)
- 1946 - Sandy Archibald, calciatore e allenatore di calcio scozzese (n. 1897)
- 1946 - Arthur Crispien, politico, giornalista e pittore tedesco (n. 1875)
- 1947 - Oreste Lo Valvo, avvocato, pubblicista e saggista italiano (n. 1868)
- 1948 - Frank J. Coleman, attore statunitense (n. 1888)
- 1948 - Fred Warburton, allenatore di calcio e calciatore inglese (n. 1880)
- 1950 - Walter Herschel Beech, imprenditore e aviatore statunitense (n. 1891)
- 1950 - Helge Ekroth, calciatore svedese (n. 1892)
- 1950 - Biagio Longo, botanico italiano (n. 1872)
- 1950 - Teodoro Morisani, medico e politico italiano (n. 1874)
- 1950 - Émile Torchebœuf, lunghista e astista francese (n. 1876)
- 1950 - Frederic Zelnik, regista, attore e produttore cinematografico tedesco (n. 1885)
- 1951 - Vincenzo Balzano, magistrato italiano (n. 1866)
- 1951 - Pramathesh Chandra Barua, regista, attore e sceneggiatore indiano (n. 1903)
- 1951 - Ralph Ceder, regista e sceneggiatore statunitense (n. 1898)
- 1951 - August Erker, canottiere statunitense (n. 1879)
- 1951 - Francisco Mosso, calciatore argentino (n. 1892)
- 1951 - Levon Shant, drammaturgo, romanziere e poeta armeno (n. 1869)
- 1952 - Giacomo Lacerenza, compositore, direttore di banda e trombettista italiano (n. 1885)
- 1953 - Sam De Grasse, attore canadese (n. 1875)
- 1953 - Alphons Fryland, attore austriaco (n. 1888)
- 1953 - Henri Gance, sollevatore francese (n. 1888)
- 1953 - Thomas R. Mills, attore e regista inglese (n. 1878)
- 1954 - Anna Franchi, scrittrice e giornalista italiana (n. 1867)
- 1954 - Sandro Ruffini, attore e doppiatore italiano (n. 1889)
- 1954 - Emilio Solari, militare e politico italiano (n. 1864)
- 1955 - Gustavo Reisoli, storico, scrittore e giornalista italiano (n. 1887)
- 1955 - Ruggero Tracchia, generale italiano (n. 1884)
- 1955 - Alfredo Zerbini, poeta italiano (n. 1895)
- 1956 - Alberto Albertoni, calciatore italiano (n. 1897)
- 1956 - Giuseppe Giuliano Allegra, politico e avvocato italiano (n. 1898)
- 1956 - Ettore Croce, politico e pubblicista italiano (n. 1866)
- 1956 - Fernando Farese, attore italiano (n. 1901)
- 1957 - Erich Wolfgang Korngold, compositore austriaco (n. 1897)
- 1957 - Chaim Michael Dov Weissmandl, rabbino ungherese (n. 1903)
- 1958 - Mario Benzing, scrittore e traduttore italiano (n. 1896)
- 1959 - Fritz Brun, compositore e direttore d'orchestra svizzero (n. 1878)
- 1959 - Hans Henny Jahnn, scrittore tedesco (n. 1894)
- 1959 - Francesco Signore, vulcanologo italiano (n. 1886)
- 1960 - Fortunato Depero, pittore, scultore e designer italiano (n. 1892)
- 1960 - Erivo Ferri, partigiano e politico italiano (n. 1901)
- 1961 - Jan Mioduchowski, militare e aviatore polacco (n. 1910)
- 1961 - Sidney Siegel, psicologo e statistico statunitense (n. 1916)
- 1962 - Kārlis Ašmanis, calciatore lettone (n. 1898)
- 1962 - Erik Scavenius, politico e diplomatico danese (n. 1877)
- 1963 - Charles Schnee, sceneggiatore statunitense (n. 1916)
- 1964 - Andre de Kruijff, calciatore olandese (n. 1895)
- 1964 - Adolfo Tunesi, ginnasta italiano (n. 1887)
- 1964 - Anne de Vries, scrittore e insegnante olandese (n. 1904)
- 1965 - Lionel Bony de Castellane, schermidore francese (n. 1891)
- 1965 - Michele Terzaghi, politico italiano (n. 1883)
- 1966 - Rudolf Helm, filologo classico tedesco (n. 1872)
- 1967 - Marten von Barnekow, cavaliere tedesco (n. 1900)
- 1967 - Giovanni Favoino di Giura, avvocato, giornalista e scrittore italiano (n. 1885)
- 1967 - Vladimir Konstantinovič Konovalov, ammiraglio sovietico (n. 1911)
- 1967 - Theo Marcuse, attore statunitense (n. 1920)
- 1967 - Ferenc Münnich, politico ungherese (n. 1886)
- 1968 - Billy Birrell, calciatore e allenatore di calcio britannico (n. 1897)
- 1968 - Eldo Di Lazzaro, cantante e compositore italiano (n. 1902)
- 1968 - Frank Kane, scrittore e sceneggiatore statunitense (n. 1912)
- 1969 - Diamond Jenness, antropologo e archeologo canadese (n. 1886)
- 1969 - Jozef Lettrich, politico e avvocato slovacco (n. 1905)
- 1969 - Seth Plum, calciatore inglese (n. 1899)
- 1969 - Paolo Zamboni, ostacolista italiano (n. 1939)
- 1970 - Walter Stuempfig, pittore statunitense (n. 1914)
- 1971 - Edith Bratt, britannica (n. 1889)
- 1971 - Lorenzo Gigli, giornalista, critico letterario e traduttore italiano (n. 1889)
- 1972 - Eugenio Camplone, imprenditore e politico italiano (n. 1884)
- 1972 - Carl Stalling, compositore statunitense (n. 1891)
- 1973 - Fred Apostoli, pugile statunitense (n. 1913)
- 1973 - Taizō Ichinose, fotografo giapponese (n. 1947)
- 1973 - Giovanni Malfer, letterato italiano (n. 1882)
- 1974 - Ouida Bergère, scrittrice e sceneggiatrice statunitense (n. 1886)
- 1974 - Arnaldo Bocelli, critico letterario, giornalista e italianista italiano (n. 1900)
- 1974 - James J. Braddock, pugile statunitense (n. 1905)
- 1974 - Gino Levi-Montalcini, architetto e disegnatore italiano (n. 1902)
- 1974 - Dušan Marković, calciatore jugoslavo (n. 1906)
- 1974 - Mario Missiroli, giornalista, politologo e saggista italiano (n. 1886)
- 1974 - Peng Dehuai, politico e generale cinese (n. 1898)
- 1974 - Ferdinand Swatosch, allenatore di calcio e calciatore austriaco (n. 1894)
- 1975 - Tony Brise, pilota di Formula 1 britannico (n. 1952)
- 1975 - Heinrich Grüber, teologo tedesco (n. 1891)
- 1975 - Graham Hill, pilota automobilistico britannico (n. 1929)
- 1975 - Willem van Loon, tiratore di fune olandese (n. 1891)
- 1975 - Emanuele Morselli, economista italiano (n. 1899)
- 1976 - Godfrey Cambridge, attore statunitense (n. 1933)
- 1976 - Walter Hieber, chimico tedesco (n. 1895)
- 1976 - Giovanni Voyer, tenore spagnolo (n. 1901)
- 1976 - José da Costa Nunes, cardinale e patriarca cattolico portoghese (n. 1880)
- 1977 - Carlo Casalegno, giornalista, scrittore e partigiano italiano (n. 1916)
- 1977 - Carlo Della Valle, geografo italiano (n. 1902)
- 1977 - Bo Larsson, pallanuotista svedese (n. 1927)
- 1977 - Valerij Solovcov, attore sovietico (n. 1904)
- 1977 - George Herbert Walker Jr., imprenditore statunitense (n. 1905)
- 1978 - Baltasar Albéniz, allenatore di calcio e calciatore spagnolo (n. 1905)
- 1979 - Otello Marilli, politico italiano (n. 1915)
- 1979 - Zeppo Marx, attore, comico e imprenditore statunitense (n. 1901)
- 1980 - Dorothy Day, giornalista statunitense (n. 1897)
- 1980 - Edith Evanson, attrice statunitense (n. 1896)
- 1980 - Babe London, attrice statunitense (n. 1901)
- 1981 - Jack Cameron, hockeista su ghiaccio canadese (n. 1900)
- 1981 - André Doye, calciatore francese (n. 1924)
- 1981 - Kendell Foster Crossen, scrittore statunitense (n. 1910)
- 1981 - Thomas Humphrey Marshall, sociologo inglese (n. 1893)
- 1981 - Dieudonné Smets, ciclista su strada belga (n. 1901)
- 1981 - Fredric Wertham, psichiatra statunitense (n. 1895)
- 1981 - Natalie Wood, attrice statunitense (n. 1938)
- 1982 - Hermann Balck, generale tedesco (n. 1893)
- 1982 - Jurij Kazakov, scrittore sovietico (n. 1927)
- 1982 - Paolo Monti, fotografo italiano (n. 1908)
- 1982 - Jaroslav Šifer, calciatore jugoslavo (n. 1895)
- 1982 - Percy Williams, velocista canadese (n. 1908)
- 1983 - Mauro Casini, compositore e direttore d'orchestra italiano (n. 1921)
- 1984 - Tatjana Pavlovna Ehrenfest, matematica olandese (n. 1905)
- 1984 - Giulio Viozzi, compositore, pianista e direttore d'orchestra italiano (n. 1912)
- 1985 - Eduards Andersons, cestista lettone (n. 1914)
- 1985 - Gaston Féry, velocista francese (n. 1900)
- 1986 - Amilcare Bertozzi, imprenditore italiano (n. 1899)
- 1986 - Cary Grant, attore britannico (n. 1904)
- 1986 - Jānis Lidmanis, cestista e calciatore lettone (n. 1910)
- 1986 - János Szabó, cestista e allenatore di pallacanestro ungherese (n. 1917)
- 1986 - Herb Vigran, attore statunitense (n. 1910)
- 1987 - Franco Dori, calciatore italiano (n. 1943)
- 1987 - Giuseppe Gabrielli, ingegnere italiano (n. 1903)
- 1987 - Ernesto Giammarco, linguista e glottologo italiano (n. 1916)
- 1987 - Irene Handl, attrice e scrittrice britannica (n. 1901)
- 1987 - Settimo Innocenti, ciclista su strada italiano (n. 1904)
- 1987 - John Howard Pyle, politico statunitense (n. 1906)
- 1987 - Cleto Tomba, scultore e disegnatore italiano (n. 1898)
- 1988 - Nils Bejerot, psichiatra e criminologo svedese (n. 1921)
- 1988 - Donald Keyhoe, ufologo e aviatore statunitense (n. 1897)
- 1988 - Mabel Strickland, editrice e politica maltese (n. 1899)
- 1989 - Giuseppe Antonini, calciatore e allenatore di calcio italiano (n. 1914)
- 1989 - Mario Colli, attore, doppiatore e direttore del doppiaggio italiano (n. 1915)
- 1989 - Sisto Gillarduzzi, sciatore alpino e bobbista italiano (n. 1908)
- 1989 - Ion Popescu-Gopo, regista e animatore rumeno (n. 1923)
- 1989 - Frank Scannell, attore statunitense (n. 1903)
- 1989 - Annabella Schiavone, attrice italiana (n. 1943)
- 1989 - Ödön Zombori, lottatore ungherese (n. 1906)
- 1991 - Joe Bonson, calciatore inglese (n. 1936)
- 1991 - Ludovico Geymonat, filosofo, matematico e storico della filosofia italiano (n. 1908)
- 1991 - Ralph Bellamy, attore statunitense (n. 1904)
- 1992 - Jean Dieudonné, matematico francese (n. 1906)
- 1992 - Lawrence Picachy, cardinale e arcivescovo cattolico indiano (n. 1916)
- 1992 - Emilio Pucci, aviatore, stilista e politico italiano (n. 1914)
- 1992 - Robert F. Simon, attore statunitense (n. 1908)
- 1993 - Gladia Angeli, scrittrice, poetessa e giornalista italiana (n. 1919)
- 1993 - Enrico Hartneid del Liechtenstein, diplomatico liechtensteinese (n. 1920)
- 1993 - Luca Luchetti, scultore e pittore italiano (n. 1938)
- 1993 - Marco Novaro, velista italiano (n. 1912)
- 1995 - Adolfo Orrù, incisore, pittore e scultore italiano (n. 1909)
- 1996 - Jordan Cronenweth, direttore della fotografia statunitense (n. 1935)
- 1996 - Dan Flavin, artista statunitense (n. 1933)
- 1996 - Denis Jenkinson, giornalista e storico britannico (n. 1920)
- 1996 - Aidano Schmuckher, scrittore e giornalista italiano (n. 1921)
- 1997 - Bruno Colorio, pittore, disegnatore e incisore italiano (n. 1911)
- 1997 - Ernest Johnson, pistard britannico (n. 1912)
- 1997 - Heikki Savolainen, ginnasta finlandese (n. 1907)
- 1997 - Coleman Young, politico statunitense (n. 1918)
- 1998 - Gino De Dominicis, artista italiano (n. 1947)
- 1998 - Frank Latimore, attore statunitense (n. 1925)
- 1998 - Murray Moston, attore statunitense (n. 1919)
- 1998 - Živojin Pavlović, scrittore, regista e sceneggiatore serbo (n. 1933)
- 1998 - Martin Ruane, wrestler britannico (n. 1946)
- 1999 - Germán Arciniegas, giornalista e storico colombiano (n. 1900)
- 1999 - John Berry, regista, sceneggiatore e attore statunitense (n. 1917)
- 1999 - Angelo Cocconcelli, presbitero e partigiano italiano (n. 1912)
- 1999 - Herbert Freudenberger, psicologo statunitense (n. 1927)
- 1999 - Kaoru Iwamoto, goista giapponese (n. 1902)
- 1999 - Sydney Patterson, pistard e ciclista su strada australiano (n. 1927)
- 1999 - Kazuo Sakamaki, militare giapponese (n. 1918)
- 1999 - Lewis Hastings Sarett, chimico statunitense (n. 1917)
- 1999 - Carmen Díez de Rivera, politica spagnola (n. 1942)
- 2000 - Gianfranco Ciaurro, funzionario e politico italiano (n. 1929)
- 2000 - Lou Groza, giocatore di football americano statunitense (n. 1924)
- 2000 - Günter Schneider, calciatore tedesco orientale (n. 1924)
- 2000 - Tom Sealy, cestista statunitense (n. 1921)

## XXI secolo(137)
- 2001 - Viktor Petrovič Astaf'ev, scrittore russo (n. 1924)
- 2001 - Budd Boetticher, regista statunitense (n. 1916)
- 2001 - George Harrison, cantautore, polistrumentista e compositore britannico (n. 1943)
- 2001 - John Knowles, scrittore statunitense (n. 1926)
- 2001 - John Mitchum, attore statunitense (n. 1919)
- 2001 - Giovanni Passeri, scrittore italiano (n. 1918)
- 2001 - Erwin Thaler, bobbista austriaco (n. 1931)
- 2002 - Daniel Gélin, attore francese (n. 1921)
- 2002 - Gino Mentasti, compositore di scacchi italiano (n. 1913)
- 2002 - Pasquale Poerio, sindacalista e politico italiano (n. 1921)
- 2003 - Norman Burton, attore statunitense (n. 1923)
- 2003 - Tony Canadeo, giocatore di football americano statunitense (n. 1919)
- 2003 - Jesse Carver, allenatore di calcio e calciatore inglese (n. 1911)
- 2003 - Moondog Spot, wrestler statunitense (n. 1952)
- 2003 - Bogdan Śliwa, scacchista polacco (n. 1922)
- 2004 - John Drew Barrymore, attore statunitense (n. 1932)
- 2004 - Ugo Ferrante, calciatore e allenatore di calcio italiano (n. 1945)
- 2004 - Luigi Veronelli, gastronomo, giornalista e editore italiano (n. 1926)
- 2005 - David Di Tommaso, calciatore francese (n. 1979)
- 2005 - Polina Vladimirovna Gelman, aviatrice russa (n. 1919)
- 2005 - Viggo Jensen, calciatore danese (n. 1921)
- 2005 - Macon McCalman, attore statunitense (n. 1932)
- 2005 - Wendie Jo Sperber, attrice statunitense (n. 1958)
- 2005 - Jean de Senarclens, giurista e storico svizzero (n. 1916)
- 2006 - Gary Alcorn, cestista statunitense (n. 1936)
- 2006 - Allen Carr, saggista britannico (n. 1934)
- 2006 - Leonard Freed, fotoreporter statunitense (n. 1929)
- 2006 - Akio Jissōji, regista e sceneggiatore giapponese (n. 1937)
- 2006 - Krystyna Radzikowska, scacchista polacca (n. 1931)
- 2006 - Teodoro Zanini, calciatore e allenatore di calcio italiano (n. 1923)
- 2007 - Vilikton Barannikov, pugile sovietico (n. 1938)
- 2007 - Ralph Beard, cestista statunitense (n. 1927)
- 2007 - Henry Hyde, politico statunitense (n. 1924)
- 2007 - Tommy Kron, cestista statunitense (n. 1943)
- 2008 - Marcello Pirro, artista e poeta italiano (n. 1940)
- 2008 - Jørn Utzon, architetto danese (n. 1918)
- 2008 - Georgij V'jun, calciatore e allenatore di calcio sovietico (n. 1944)
- 2008 - Robert G. Wade, scacchista neozelandese (n. 1921)
- 2009 - Alexandre del Belgio, principe belga (n. 1942)
- 2009 - Ghalib Alhinai, religioso e politico omanita (n. 1912)
- 2009 - Giorgio Bertolaso, generale e aviatore italiano (n. 1918)
- 2009 - Pierre Blet, presbitero e storico francese (n. 1918)
- 2009 - Andrew Donald Booth, ingegnere, fisico e informatico britannico (n. 1918)
- 2009 - Feryal, principessa egiziana (n. 1938)
- 2009 - Robert Holdstock, scrittore inglese (n. 1948)
- 2009 - Tamara Nikolaevna Lisician, regista sovietica (n. 1923)
- 2009 - Edige Niyazov, fotografo kazako (n. 1940)
- 2010 - Bella Achatovna Achmadulina, poetessa russa (n. 1937)
- 2010 - Irena Anders, cantante e attrice polacca (n. 1920)
- 2010 - Peter Hofmann, tenore tedesco (n. 1944)
- 2010 - Mario Monicelli, regista, sceneggiatore e scrittore italiano (n. 1915)
- 2010 - Pierino Sam, scultore e pittore italiano (n. 1921)
- 2010 - Maurice Wilkes, informatico britannico (n. 1913)
- 2011 - Yves Cornière, compositore francese (n. 1934)
- 2011 - Mamoni Raisom Goswami, scrittrice e docente indiana (n. 1942)
- 2011 - Pietro Marchesani, traduttore italiano (n. 1942)
- 2011 - Pierre Rolland, critico musicale, direttore artistico e conduttore radiofonico canadese (n. 1931)
- 2011 - Antonina Wyrzykowska, polacca (n. 1916)
- 2012 - Vittorio Beltrami, partigiano e politico italiano (n. 1926)
- 2012 - Werner Seibold, tiratore a segno tedesco (n. 1948)
- 2012 - Franco Urru, fumettista italiano (n. 1960)
- 2013 - Guerriero Bolli, storico italiano (n. 1915)
- 2013 - Oliver Cheatham, cantante statunitense (n. 1948)
- 2013 - Charles Cooper, attore statunitense (n. 1926)
- 2013 - Natal'ja Evgen'evna Gorbanevskaja, poetessa, traduttrice e attivista russa (n. 1936)
- 2013 - Valdis Muižnieks, cestista sovietico (n. 1935)
- 2013 - Umberto Panini, imprenditore italiano (n. 1930)
- 2013 - Raphael Sealey, storico britannico (n. 1927)
- 2014 - Halina Beyer, cestista polacca (n. 1934)
- 2014 - Valentina Nazarenko, cestista sovietica (n. 1930)
- 2014 - Mark Strand, poeta e critico letterario canadese (n. 1934)
- 2014 - Pёtr Zaev, pugile sovietico (n. 1953)
- 2015 - John Demarie, giocatore di football americano statunitense (n. 1945)
- 2015 - Luciano Marrucci, presbitero, scrittore e docente italiano (n. 1929)
- 2015 - O'tkir Sultonov, politico uzbeko (n. 1939)
- 2015 - Tunku Abdul Malik, principe malese (n. 1929)
- 2016 - Gian Pietro Borgnolo, chimico e imprenditore italiano (n. 1922)
- 2016 - Joe Dever, scrittore e autore di giochi britannico (n. 1956)
- 2016 - Luis Alberto Monge Álvarez, politico costaricano (n. 1925)
- 2016 - Marcos Danilo Padilha, calciatore brasiliano (n. 1985)
- 2016 - Claudio Pavone, partigiano, storico e archivista italiano (n. 1920)
- 2016 - Andrew Rippin, islamista canadese (n. 1950)
- 2016 - Lana Spreeman, sciatrice alpina canadese (n. 1955)
- 2016 - Alexander Thieme, velocista tedesco (n. 1954)
- 2017 - Maria Luisa Altieri Biagi, linguista italiana (n. 1930)
- 2017 - Jerry Fodor, filosofo statunitense (n. 1935)
- 2017 - Slobodan Praljak, criminale di guerra e militare croato (n. 1945)
- 2017 - William Steinkraus, cavaliere statunitense (n. 1925)
- 2017 - Alan Withers, calciatore inglese (n. 1930)
- 2018 - Bruno Cagli, critico musicale, musicologo e saggista italiano (n. 1937)
- 2018 - Giuseppe Del Barone, medico e politico italiano (n. 1926)
- 2018 - Brigitte Gapais-Dumont, schermitrice francese (n. 1944)
- 2018 - Licia Macchini, ginnasta italiana (n. 1930)
- 2018 - Hans Maier, pallanuotista olandese (n. 1916)
- 2018 - Viktor Matvijenko, allenatore di calcio e calciatore sovietico (n. 1948)
- 2018 - Christine Muzio, schermitrice francese (n. 1951)
- 2019 - Makio Inoue, attore e doppiatore giapponese (n. 1938)
- 2019 - Yasuhiro Nakasone, politico giapponese (n. 1918)
- 2019 - Guido Zavanone, magistrato, scrittore e poeta italiano (n. 1927)
- 2020 - Ben Bova, autore di fantascienza e sceneggiatore statunitense (n. 1932)
- 2020 - Edda Bresciani, egittologa e archeologa italiana (n. 1930)
- 2020 - Marco Dino Brogi, arcivescovo cattolico italiano (n. 1932)
- 2020 - Vincenzo Desario, dirigente d'azienda e economista italiano (n. 1933)
- 2020 - Papa Bouba Diop, calciatore senegalese (n. 1978)
- 2020 - Jack Foley, cestista statunitense (n. 1939)
- 2020 - Ernesto Galli, calciatore e allenatore di calcio italiano (n. 1945)
- 2020 - Mario Lavagetto, critico letterario italiano (n. 1939)
- 2020 - Giorgio Morales, politico italiano (n. 1932)
- 2020 - Peg Murray, attrice e cantante statunitense (n. 1924)
- 2020 - Remo Sernagiotto, politico italiano (n. 1955)
- 2021 - Arlene Dahl, attrice e modella statunitense (n. 1925)
- 2021 - William Fulco, gesuita, linguista e glottoteta statunitense (n. 1936)
- 2021 - Evelyn Hanack, showgirl, ballerina e coreografa tedesca
- 2021 - C.J. Hunter, pesista statunitense (n. 1968)
- 2021 - Vladimir Naumovič Naumov, regista sovietico (n. 1927)
- 2021 - Rhonda Lee Quaresma, culturista canadese (n. 1968)
- 2021 - Aleksandr Leonidovič Zajcev, ingegnere, astronomo e autore televisivo russo (n. 1945)
- 2022 - Andrés Balanta, calciatore colombiano (n. 2000)
- 2022 - Mohd Hashim Mustapha, allenatore di calcio e calciatore malese (n. 1966)
- 2022 - Pierluigi Cerri, architetto e designer italiano (n. 1939)
- 2022 - Anthony Hampden Dickson, vescovo cattolico giamaicano (n. 1935)
- 2022 - Hilkka Hakola, cestista e pallavolista finlandese (n. 1934)
- 2022 - Brad William Henke, giocatore di football americano e attore statunitense (n. 1966)
- 2022 - Haruo Kamimura, goista giapponese (n. 1949)
- 2022 - Aline Kominsky-Crumb, fumettista statunitense (n. 1948)
- 2022 - Roman Załuski, regista e sceneggiatore polacco (n. 1936)
- 2023 - Elliott Erwitt, fotografo statunitense (n. 1928)
- 2023 - Franco Fasoli, calciatore italiano (n. 1955)
- 2023 - Rolf Geiger, calciatore tedesco (n. 1934)
- 2023 - Henry Kissinger, politico e diplomatico statunitense (n. 1923)
- 2023 - Michèle Rivasi, politica francese (n. 1953)
- 2023 - Taichi Yamada, scrittore e sceneggiatore giapponese (n. 1934)
- 2024 - Marshall Brickman, sceneggiatore e regista statunitense (n. 1939)
- 2024 - Josef Jelínek, calciatore cecoslovacco (n. 1941)
- 2024 - Christiane Klapisch-Zuber, storica e docente francese (n. 1936)
- 2024 - Wayne Northrop, attore statunitense (n. 1947)
- 2024 - Peter Westbrook, schermidore statunitense (n. 1952)